# Brycon insignis
Brycon insignis là một loài cá thuộc họ Characidae. Đây là loài đặc hữu của Brasil.